# Liste du patrimoine immobilier de Montréal (région administrative)
Cette liste recense les biens du patrimoine immobilier de Montréal inscrits au répertoire du patrimoine culturel du Québec.
Montréal est traité sur Liste du patrimoine immobilier de Montréal.

## Liste
| Bien patrimonial                                                            | Illustration               | Municipalité            | Adresse                                     | Coordonnées                         | No     | Constr.              | Catégorie                                                | Rec.      | Notes |
| --------------------------------------------------------------------------- | -------------------------- | ----------------------- | ------------------------------------------- | ----------------------------------- | ------ | -------------------- | -------------------------------------------------------- | --------- | ----- |
| Maison Rangé-Dit-Laviolette                                                 | Baie-D'Urfé                | Baie-D'Urfé             | 20122, chemin Lakeshore                     | 45° 24′ 47″ nord, 73° 54′ 10″ ouest | 93440  | 1700 (vers)          | Immeuble patrimonial cité                                | 2001      |       |
| Maison de Beaurepaire                                                       | Beaconsfield               | Beaconsfield            | 13, Thompson Point                          | 45° 24′ 53″ nord, 73° 52′ 45″ ouest | 92838  | 1765 (vers)          | Immeuble patrimonial classé Immeuble patrimonial reconnu | 2012 1975 |       |
| Maison Mary-Garbutt-Angell                                                  | Beaconsfield               | Beaconsfield            | 530, Lakeshore Road                         | 45° 24′ 55″ nord, 73° 53′ 12″ ouest | 92838  | 1855                 | Immeuble patrimonial cité                                | 2002      |       |
| Atelier Charles-Daudelin                                                    | Image manquante Téléverser | Kirkland                | 17166, chemin Sainte-Marie                  | 45° 26′ 48″ nord, 73° 51′ 40″ ouest | 235963 | 1959                 | Immeuble patrimonial classé                              | 2023      | [ 2 ] |
| Maison Charles-Daudelin                                                     | Image manquante Téléverser | Kirkland                | 17166, chemin Sainte-Marie                  | 45° 26′ 49″ nord, 73° 51′ 41″ ouest | 235479 | 1951                 | Immeuble patrimonial classé                              | 2023      | [ 2 ] |
| Maison Jean-Baptiste-Jamme-Dit-Carrière                                     | Kirkland                   | Kirkland                | 3766, boulevard Saint-Charles               | 45° 27′ 32″ nord, 73° 51′ 56″ ouest | 92413  | 1761 (avant)         | Immeuble patrimonial classé                              | 1976      |       |
| Maison Lanthier                                                             | Kirkland                   | Kirkland                | 11, chemin Lantier                          | 45° 26′ 29″ nord, 73° 53′ 52″ ouest | 92929  | 1785 (vers)          | Immeuble patrimonial classé                              | 1976      |       |
| Site patrimonial de la Maison-Charles-Daudelin                              | Image manquante Téléverser | Kirkland                | 17166, chemin Sainte-Marie                  | 45° 26′ 50″ nord, 73° 51′ 42″ ouest | 235961 |                      | Site patrimonial classé                                  | 2023      |       |
| Pour la ville de Montréal, voir Liste du patrimoine immobilier de Montréal. |                            |                         |                                             |                                     |        |                      |                                                          |           |       |
| Maison Hyacinthe-Jamme-Dit-Carrière                                         | Pointe-Claire              | Pointe-Claire           | 152, avenue de Concord Crescent             | 45° 27′ 25″ nord, 73° 49′ 10″ ouest | 92796  | 1769 et 1791 (entre) | Immeuble patrimonial classé                              | 1964      |       |
| Moulin à vent de Pointe-Claire                                              | Pointe-Claire              | Pointe-Claire           | 1, avenue Saint-Joachim                     | 45° 25′ 32″ nord, 73° 49′ 32″ ouest | 93473  | 1709                 | Immeuble patrimonial classé                              | 1983      | [ 3 ] |
| Site patrimonial de la pointe Claire                                        | Pointe-Claire              | Pointe-Claire           | avenue Saint-Joachim avenue Sainte-Anne     | à géolocaliser                      | 196303 |                      | Site patrimonial cité                                    | 2013      |       |
| Maison Michel-Robillard                                                     | Sainte-Anne-de-Bellevue    | Sainte-Anne-de-Bellevue | 20345, chemin Sainte-Marie                  | 45° 26′ 00″ nord, 73° 54′ 45″ ouest | 200694 | 1797 (vers)          | Immeuble patrimonial cité                                | 2014      |       |
| Maison Simon-Fraser                                                         | Sainte-Anne-de-Bellevue    | Sainte-Anne-de-Bellevue | 153, rue Sainte-Anne                        | 45° 24′ 16″ nord, 73° 57′ 15″ ouest | 92666  | 1790 et 1810 (entre) | Immeuble patrimonial classé                              | 1962      |       |
| Site patrimonial du Fort-Senneville                                         | Senneville                 | Senneville              |                                             | 45° 25′ 33″ nord, 73° 58′ 28″ ouest | 93454  | 1703                 | Site patrimonial classé                                  | 2003      |       |
| Maison Braemar                                                              | Westmount                  | Westmount               | 3219, The Boulevard                         | 45° 29′ 28″ nord, 73° 36′ 01″ ouest | 92964  | 1847                 | Immeuble patrimonial classé Immeuble patrimonial reconnu | 2012 1984 |       |
| Maison Goode                                                                | Image manquante Téléverser | Westmount               | 178, chemin de la Côte-Saint-Antoine        | 45° 29′ 04″ nord, 73° 35′ 59″ ouest | 232126 |                      | Immeuble patrimonial cité                                | 2020      |       |
| Maison Hurtubise                                                            | Westmount                  | Westmount               | 561 et 563, chemin de la Côte-Saint-Antoine | 45° 28′ 51″ nord, 73° 36′ 30″ ouest | 93295  | 1739                 | Immeuble patrimonial classé                              | 2004      | [ 4 ] |
| Site patrimonial de la Maison-Hurtubise                                     | Westmount                  | Westmount               | chemin de la Côte-Saint-Antoine             | 45° 28′ 51″ nord, 73° 36′ 30″ ouest | 93509  |                      | Site patrimonial classé                                  | 2004      |       |
| Site patrimonial du Mont-Royal                                              | Westmount                  | Westmount               | chemin de la Côte-Saint-Antoine             | 45° 30′ 12″ nord, 73° 36′ 11″ ouest | 93313  |                      | Site patrimonial déclaré                                 | 2005      | [ 5 ] |
| Viaduc Glen                                                                 | Westmount                  | Westmount               | chemin Glen                                 | 45° 28′ 38″ nord, 73° 35′ 50″ ouest | 207109 |                      | Immeuble patrimonial cité                                | 2017      |       |